# República de los Urales
La República de los Urales (en ruso: Уральская Республика) fue un sujeto no reconocido de la Federación Rusa que existió desde el 1 de julio de 1993 hasta el 9 de noviembre de 1993 dentro de los límites de la región del Oblast de  Sverdlovsk. Se formó como resultado de un referéndum celebrado el 12 de abril de 1993 por Eduard Rossel.
Fue organizada por un equipo de políticos locales, uno de los cuales, Anton Bakov, fue también el autor del proyecto de una moneda para la República, el franco de los Urales.

## Historia

Localización de la Gran República de los Urales

- 25 de abril - Fue sometida a referéndum la cuestión de dar el estatus de República a la región de Sverdlovsk.
- 1 de julio - El Consejo Regional de Sverdlovsk adoptó una decisión sobre la proclamación de la República de los Urales.
- 14 de septiembre - Los jefes de las regiones de Sverdlovsk, Perm, Cheliábinsk, Orenburgo y Kurgán decidieron participar en el desarrollo del modelo económico de la República de los Urales sobre la base de las regiones de los Urales.[4][5] El proyecto de la nueva entidad territorial recibió el nombre de "Gran República de los Urales".
- 27 de octubre - El Consejo Regional de Sverdlovsk aprobó la Constitución de la República de los Urales. El texto de la Constitución fue publicado en el "Periódico regional".
- 31 de octubre - Entró en vigor la Constitución de la República de los Urales.
- 2 de noviembre - Eduard Rossel participó en una reunión ampliada del Consejo de Ministros de la Federación Rusa.[6] En dicha reunión, el presidente ruso Borís Yeltsin declaró que el deseo de las regiones de elevar su propio estatus es un proceso natural, y que el gobierno debe tomarlo en consideración.
- 5 de noviembre - En la conferencia de prensa Eduard Rossel habló sobre el apoyo de Yeltsin a la República de los Urales y sobre su intención de continuar el desarrollo de la República.[7][8]
- 8 de noviembre - El Consejo Regional anunció que las elecciones a gobernador y las elecciones a la Asamblea Legislativa bicameral de la República de los Urales se celebrarían el 12 de noviembre.[9][10]
- 9 de noviembre - Decreto presidencial número 1874 sobre la disolución del Consejo Regional de Sverdlovsk, y luego, el 10 de noviembre - el Decreto número 1890 sobre la destitución de Eduard Rossel. Todas sus decisiones relativas a la República de los Urales fueron declaradas nulas.[11] Valery Trushnikov fue nombrado jefe de la administración de la región de Sverdlovsk.